# Mefisto
Mefisto (Mephistophiles) je demon ili Vrag iz njemačke pučke mitologije. 
U književnosti se prvi put pojavljuje krajem 16. stoljeća u drami Christophera Marlowa Doktor Faust,  u kojoj stari doktor Faust prodaje dušu Mefistu za dar bogastva i mladosti. Ovu pučku priču kasnije je obradio i njemački književnik Goethe u svom Faustu. Poznata je i adaptacija romana Klausa Manna po kojoj je snimljen istoimeni film Mephisto 1981. godine.